# Yoyong Martirez
Yoyong Martirez (Catbalogan, Filipinas; 9 de septiembre de 1946 – Macati, Filipinas; 18 de junio de 2024) fue un baloncestista, político, actor y comediante filipino que jugó en la posición de guardia.

## Carrera

### Baloncesto
Jugó toda su carrera con el San Miguel Beermen de 1972 a 1982 luego de ser reclutado de la Southwestern University en Cebu City,
A nivel de selección nacional participó en los Juegos Olímpicos de Múnich 1972 donde era especialista en robos, intercepciones y asistencias también ganó el Campeonato FIBA Asia de 1973, y participó en los Juegos Asiáticos de 1974.

### Actor
Martirez se convertiría en actor de películas, principalmente en roles de compañero junto a Tito Sotto, Vic Sotto y Joey de Leon.
También actuó en programas de televisión como Iskul Bukol y John en Marsha en los años 1970. Su primer papel protagónico en una película sería en Ma'am May We Go Out? de 1985 donde haría un trío cómico junto a Sotto y de Leon.
La carrera de actor de Martirez sería más activa luego de retirarse como deportista en 1982. Posteriormente apareció en otros programas televisivos como Pepito Manaloto, My Darling Aswang y Daddy's Gurl en los años 2010.

### Político
Martirez se dedicó a la política en la ciudad de Pásig en Metro Manila como miembro del Partido Nacionalista. Fue el vicealcalde en los periodos de los hermanos Vicente y Bobby Eusebio y luego sería dos veces elegido como concejal del segundo distrito de Pásig.

## Muerte
Martirez murió en Macati el 18 de junio de 2024 a los 77 años a causa de complicaciones con la neumonía.

## Filmografía

### Películas
| Título                                               | Rol                                  | Año  |
| ---------------------------------------------------- | ------------------------------------ | ---- |
| Ma'am May We Go Out?                                 | Maestro                              | 1985 |
| Love Letters                                         | Chofer (episodio 2: Invisible Lover) | 1988 |
| Sheman: Mistress of the Universe                     | Kabo                                 | 1988 |
| Jacky Tyan                                           |                                      | 1988 |
| M & M the Incredible Twins                           | Entrenador                           | 1989 |
| Starzan II                                           |                                      | 1989 |
| Super Mouse and the Roborats                         | Junior                               | 1989 |
| Starzan III                                          |                                      | 1990 |
| Twist: Ako si Ikaw, Ikaw si Ako                      | Pare                                 | 1990 |
| Crocodile Jones: The Son of Indiana Dundee           |                                      | 1990 |
| Alyas: Batman en Robin                               |                                      | 1991 |
| Okay Ka, Fairy Ko! Part 2                            |                                      | 1992 |
| Ang Tange Kong Pag-Ibig                              | De Niro                              | 1992 |
| Ano Ba Yan?                                          | Johnson                              | 1992 |
| Ano Ba Yan? Part 2                                   | Johnson                              | 1993 |
| Ang Kuya Kong Siga                                   |                                      | 1993 |
| Pandoy: Ang Alalay ng Panday                         | Pendong                              | 1993 |
| Tunay na Magkaibigan, Walang Iwanan...Peksman        | Sgt. Jose                            | 1994 |
| Once Upon a Time in Manila                           | Dong                                 | 1994 |
| Hindi Pa Tapos ang Labada, Darling                   |                                      | 1994 |
| Isang Kahig, Tatlong Tuka: Daddy Ka Na, Mommy Ka Pa! |                                      | 1995 |
| Enteng and the Shaolin Kid                           | Martin                               | 1996 |
| Lab en Kisses                                        | Dodong                               | 1996 |
| Wow, Multo!                                          | Sgt. Durano                          | 1997 |
| Basta't Ikaw, Nanginginig Pa                         |                                      | 1999 |
| Oo Na, Mahal na Kung Mahal                           | Padre de Enad                        | 1999 |
| Bestman: 4 Better, Not 4 Worse                       | Él mismo                             | 2002 |
| Utang na Ama                                         | Konsehal                             | 2003 |
| The Fighting Chefs                                   |                                      | 2013 |

### Televisión
- Bawal na Game Show (TV5, 2021)
- John en Ellen! (TV5, 2021)
- Fill in the Bank (TV5, 2021)
- Chika Besh (TV5, 2020)
- O My Dad (TV5, 2020)
- Mars Pa More (GMA 7, 2020)
- Daddys Gurl (GMA 7, 2020)
- Tunay na Buhay (GMA 7, 2019)
- Bossing & Ai (GMA 7, 2018)
- Dear Uge (GMA 7, 2016)
- Vampire ang Daddy Ko (GMA 7, 2015-2018) - invitado
- No Harm, No Foul (TV5, 2015)
- Sabado Badoo (GMA 7, 2015)
- Pepito Manaloto (GMA 7, 2015)
- Mars (GMA News TV 27 "now GTV 27", 2014-2019) - invitado
- Celebrity Samurai (TV5, 2013)
- Pidols Wonderland (TV5, 2012)
- My Darling Aswang (TV5, 2011)
- The Jose & Wally Show Starring Vic Sotto (TV5, 2011)
- Star Confessions (TV5, 2010)
- Show Me the Manny (GMA 7, 2009)
- Talentadong Pinoy (TV5, 2009-2014) - juez celebridad invitado
- S Files (GMA 7, 2008-2015)
- Fulhaus (GMA 7, 2007-2013) - invitado
- Bubble Gang (GMA 7, 2005 – presente) - invitado
- Home Along Da Airport (ABS-CBN 2, 2003-2005)
- Daddy Di Do Du (GMA 7, 2002-2007) - invitado
- Super Klenk (GMA 7, 2000) - invitado
- The Buzz (ABS-CBN 2, 1999-2015) - invitado
- 1 for 3 (GMA 7, 1997-2002) - invitado
- Wow Mali! (TV5, 1996-2006)
- Okay Ka Fairy Ko: The Sitcom (GMA 7, 1995-1997)
- Eat Bulaga! (ABS-CBN 2, 1994-1995; GMA 7 1995–) - invitado
- Mixed N.U.T.S. (GMA 7, 1994-1997)
- Rock & Roll 2000 (TV5, 1993)
- Purungtong (RPN 9, 1993) - invitado
- Home Along Da Riles (ABS-CBN 2, 1992-2003)
- TVJ on 5 (TV5, 1992)
- Four Da Boys (IBC 13, 1989) - invitado
- Hapi House (IBC 13, 1988) - invitado
- TODAS (IBC 13, 1985-1988) - invitado
- Plaza 1899 (RPN 9, 1987) - invitado
- Goin Bananas (IBC 13, 1986-1987; ABS-CBN 2 1987-1991)
- Family 3 Plus 1 (GMA 7, 1985)
- John en Marsha (RPN 9, 1985-1990) - invitado
- Iskul Bukol (IBC 13, 1977-1989) - invitado